# Танакут 4
Танакут 4 (англ. Tanakut 4) — індіанська резервація в Канаді, у провінції Британська Колумбія, у межах регіонального округу Карібу.

## Населення
За даними перепису 2016 року, індіанська резервація нараховувала 15 осіб, показавши зростання на 200,0 %, порівняно з 2011 роком. Середня густина населення становила 7,1 осіб/км².

## Клімат
Середня річна температура становить 2,4 °C, середня максимальна — 16,1 °C, а середня мінімальна — −13,5 °C. Середня річна кількість опадів — 495 мм.
| Клімат поселення                              | Клімат поселення | Клімат поселення | Клімат поселення | Клімат поселення | Клімат поселення | Клімат поселення | Клімат поселення | Клімат поселення | Клімат поселення | Клімат поселення | Клімат поселення | Клімат поселення | Клімат поселення |
| Показник                                      | Січ.             | Лют.             | Бер.             | Квіт.            | Трав.            | Черв.            | Лип.             | Серп.            | Вер.             | Жовт.            | Лист.            | Груд.            |                  |
| Середній максимум, °C                         | −0,19            | 1,78             | 4,18             | 7,92             | 12,22            | 15,77            | 15,58            | 16,10            | 12,55            | 7,58             | 1,34             | −3,02            |                  |
| Середня температура, °C                       | −6,84            | −4,88            | −2,49            | 1,26             | 5,58             | 9,12             | 11,77            | 12,26            | 8,73             | 3,76             | −2,47            | −6,84            |                  |
| Середній мінімум, °C                          | −13,51           | −11,54           | −9,15            | −5,4             | −1,09            | 2,46             | 7,94             | 8,44             | 4,92             | −0,06            | −6,3             | −10,66           |                  |
| Норма опадів, мм                              | 51               | 34               | 26               | 24               | 37               | 45               | 46               | 44               | 32               | 46               | 55               | 55               |                  |
| Середньомісячна швидкість вітру, м/с          | 1.67             | 1.77             | 2.05             | 2.26             | 2.25             | 2.26             | 2.18             | 1.95             | 1.87             | 1.95             | 1.92             | 1.59             |                  |
| Середньомісячна сонячна радіація, кДж/м²·день | 3009             | 5713             | 10396            | 15108            | 18597            | 20247            | 20667            | 17390            | 12207            | 6754             | 3334             | 2256             |                  |
| --------------------------------------------- | ---------------- | ---------------- | ---------------- | ---------------- | ---------------- | ---------------- | ---------------- | ---------------- | ---------------- | ---------------- | ---------------- | ---------------- | ---------------- |
| Джерело:                                      |                  |                  |                  |                  |                  |                  |                  |                  |                  |                  |                  |                  |                  |